# Colleteria seminervis
Colleteria seminervis är en måreväxtart som först beskrevs av Ignatz Urban och Erik Leonard Ekman, och fick sitt nu gällande namn av David W.Taylor. Colleteria seminervis ingår i släktet Colleteria och familjen måreväxter. Inga underarter finns listade i Catalogue of Life.